# Sombras en el paraíso
Sombras en el paraíso (en finés: Varjoja paratiisissa) es una película de comedia dramática finlandesa de 1986 escrita y dirigida por Aki Kaurismäki. La película está protagonizada por Kati Outinen como Ilona y Matti Pellonpää como Nikander.
Esta es la primera película de la trilogía del proletariado de Kaurismäki, siendo las otras dos Ariel, de 1988, y La chica de la fábrica de cerillas, de 1990. La trilogía ha sido lanzada en DVD por Criterion en Estados Unidos, en su edición Eclipse, y en Blu-ray por Future Film en Escandinavia. Sombras en el paraíso recibió el premio a la mejor película en los Premios Jussi de 1987.

## Sinopsis
Ilona es una cajera de supermercado que conoce a Nikander, un basurero solitario, y desarrollan sentimientos románticos el uno hacia el otro.

## Reparto
- Matti Pellonpää como Nikander;
- Kati Outinen como Ilona Rajamäki;
- Sakari Kuosmanen como Melartin;
- Esko Nikkari como el compañero de trabajo;
- Kylli Köngäs como  la amiga de Ilona;
- Pekka Laiho como gerente de tienda Valintala;
- Jukka-Pekka Palo como el gerente de una tienda de ropa;
- Svante Korkiakoski como el policía;
- Mato Valtonen como Pelle.